# Light novel de In Another World with My Smartphone

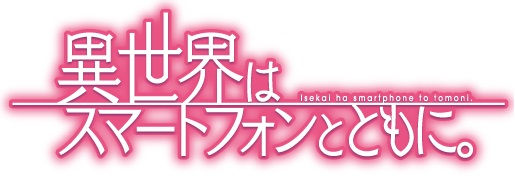
Logo della serie

Questa è la lista delle light novel della serie In Another World with My Smartphone di Patora Fuyuhara.
L'opera, scritta e ideata da Patora Fuyuhara, è stata pubblicata sul sito web Shōsetsuka ni narō dall'8 aprile 2013 al 18 novembre 2024. Concepita dall'autore come una serie di romanzi amatoriali, è stata poi adattata in una serie di light novel con le illustrazioni di Eiji Usatsuka dal 22 maggio 2015. Al 19 maggio 2025 trentuno volumi sono stati pubblicati sotto l'etichetta HJ Novels da Hobby Japan.

## Lista volumi
| Nº | Titolo italiano (traduzione letterale) Giapponese 「Kanji」 - Rōmaji | Data di prima pubblicazione                                                                  | Data di prima pubblicazione |
| Nº | Titolo italiano (traduzione letterale) Giapponese 「Kanji」 - Rōmaji | Giapponese                                                                                   |                             |
| 1  | Un'avventura commovente in un mondo diverso con il tuo smartphone! 「スマホを片手にほのぼの異世界冒険記！」 - Sumaho o katate ni honobono i sekai bōken-ki! | 22 maggio 2015 ISBN 978-4-7986-1018-4                                                        |                             |
| 1  | Capitoli (traduzioni letterali dei titoli) - Prologo - Capitolo I. In un altro mondo (異世界に立つ?, Isekai ni tatsu) - Capitolo II. Più siamo, meglio è! Raddoppia la gioia, metà del dolore (旅は道連れ、世は情け?, Tabi wa michizure, yo wa nasake) - Capitolo III. La creatura di cristallo (水晶の怪物?, Suishō no kaibutsu) - Capitolo IV. La famiglia reale (王家の人々?, Ōke no hitobito) - Interludio I. Gli avventurieri (冒険者たち?, Bōkensha-tachi) - Interludio II. Un giorno nella capitale (王都の一日?, Ōto no ichinichi)                                                                           |                                                                                              |                             |
| 2  | Il palcoscenico della prossima avventura è il regno degli animali! 「次なる冒険の舞台は獣人たちの王国！」 - Tsuginaru bōken no butai wa kemonohito-tachi no ōkoku! | 22 agosto 2015 ISBN 978-4-7986-1065-8                                                        |                             |
| 2  | Capitoli (traduzioni letterali dei titoli) - Capitolo I. Vita quotidiana 1 (日々の暮らし その1?, Hibi no kurashi sono 1) - Capitolo II. Verso il regno dei semi-umani (亜人の国へ?, Ajin no kuni e) - Capitolo III. Vita quotidiana 2 (日々の暮らし その2?, Hibi no kurashi sono 2) - Interludio I. Giorno libero a Misumide (ミスミドの休日?, Misumido no kūjitsu) - Interludio II. Slime Castle (スライムキャッスル?, Suraimu Kyassuru) |                                                                                              |                             |
| 3  | Salva la famiglia di Yae al rifugio di Eschen! 「神国イーシェンで、八重の家族を救出せよ！」 - Shinkoku Īshen de, Yae no kazoku o kyūshutsu seyo! | 21 novembre 2015 ISBN 978-4-7986-1117-4                                                      |                             |
| 3  | Capitoli (traduzioni letterali dei titoli) - Capitolo I. La nazione divina Eashen (神国イーシェン?, Shinkoku Īshen) - Capitolo II. L'eredità di Babilonia (バビロンの遺産?, Babiron no isan) - Capitolo III. Vita quotidiana in un altro mondo (異世界の日常?, Isekai no nichijō) - Interludio I. Non puoi affrettare l'amore (恋はあせらず?, Koi wa aserazu) - Interludio II. Il mare maledetto (呪われた海?, Norowareta umi) |                                                                                              |                             |
| 4  | Ferma il colpo di stato militare dell'Impero Regulus! 「レグルス帝国の軍事クーデターを阻止せよ！」 - Regurusu teikoku no gunji kūdetā o soshi seyo! | 20 febbraio 2016 ISBN 978-4-7986-1172-3                                                      |                             |
| 4  | Capitoli (traduzioni letterali dei titoli) - Capitolo I. L'incontro nel deserto (砂漠の出会い?, Sabaku no deai) - Capitolo II. Lettore della Luna, il caffè della lettura (読書喫茶「月読」?, Dokusho kissa 'tsukuyomi') - Interludio I. Gli aggressori (襲撃者ありて?, Shūgekisha arite) - Capitolo III. Problemi nel cuore dell'impero (帝都動乱?, Teito dōran) - Interludio II. Nonna e nipote (祖母と孫娘?, Sobo to magomusume) |                                                                                              |                             |
| 5  | Inaugurazione del festival nazionale del principato di Brünhild! 「ブリュンヒルド公国建国記念祭開幕！」 - Buryunhirudo-kōkoku kenkoku kinen-sai kaimaku! | 21 maggio 2016 ISBN 978-4-7986-1229-4                                                        |                             |
| 5  | Capitoli (traduzioni letterali dei titoli) - Capitolo I. Il party fondatore (建国親善パーティ?, Kenkoku shinzen Pātī) - Capitolo II. Il mare degli alberi e le montagne dalle vette innevate (大樹海、大雪山?, Daijukai, daisetsuzan) - Capitolo III. Gli occhi di Dio sono vigili (神様が見てる?, Kamisama ga miteru) - Capitolo IV. Migliorare il ducato (公国の歩み?, Kōkoku no ayumi) - Interludio. Un appuntamento interrotto (休日デートは突然に?, Kyūjitsu dēto wa totsuzen ni) |                                                                                              |                             |
| 6  | Il prossimo robot è un robot gigante!? 「次のモノ作りは巨大ロボット!?」 - Tsugi no monodzukuri wa kyodai robotto!? | 23 agosto 2016 ISBN 978-4-7986-1279-9                                                        |                             |
| 6  | Capitoli (traduzioni letterali dei titoli) - Capitolo I. Frame Gear (フレームギア?, Furēmu Gia) - Capitolo II. Due principi (二人の王子?, Futari no ōji) - Capitolo III. Se sei preparato, non c'è niente da temere (備えあれば憂いなし?, Sonae areba urei nashi) - Interludio. Occhi mistici di Catoblepas (カトブレパスの魔眼?, Katoburepasu no magan) - Interludio. Un tour attraverso Brunhild (ブリュンヒルド漫遊記?, Buryunhirudo man'yūki) |                                                                                              |                             |
| 7  | La grande invasione di Phrase sta arrivando! 「フレイズの大侵攻来たる！」 - Fureizu no dai shinkō kitaru! | 24 novembre 2016 ISBN 978-4-7986-1329-1                                                      |                             |
| 7  | Capitoli (traduzioni letterali dei titoli) - Capitolo I. Calamità (災い来たりて?, Wazawai kitari te) - Capitolo II. Il primo amore della principessa cavaliere (初恋の姫騎士?, Hatsukoi no hime-kishi) - Capitolo III. La potatura (剪定の儀?, Sentei no gi) - Interludio. Una miriade di amore (恋心色々?, Koigokoro iroiro) |                                                                                              |                             |
| 8  | Il primo inverno dalla fondazione del paese 「建国後初の冬到来」 - Kenkoku-go-hatsu no fuyu tōrai | 23 marzo 2017 ISBN 978-4-7986-1415-1                                                         |                             |
| 8  | Capitoli (traduzioni letterali dei titoli) - Capitolo I. Gli archivi della saggezza (叡智の書庫?, Eichi no shoko) - Capitolo II. Dungeons & Dragons (ダンジョンズ＆ドラゴンズ?, Danjonzu & Doragonzu) - Capitolo III. La cospirazione del dungeon (陰謀の迷宮?, Inbō no meikū) - Interludio I. Il processo delle fate (妖精の試練?, Yōsei no shiren) - Interludio II. Il dado è tratto (賽は投げられた?, Sai wa nagerareta) |                                                                                              |                             |
| 9  | Finalmente la fase umanoide! 「ついに人型のフレイズ登場！」 - Tsuini hito-gata no Fureizu tōjō! | 22 giugno 2017 ISBN 978-4-7986-1471-7                                                        |                             |
| 9  | Capitoli (traduzioni letterali dei titoli) - Capitolo I. La rapsodia della strada mariana (ロードメア狂想曲?, Rōdomea kōsōkyoku) - Capitolo II. Commissioni di un granduca (王様は何かと忙しい?, Ōsama wa nanikato isogasii) - Interludio I. Degli dei e degli uomini (神々と人々?, Kamigami to hitobito) - Capitolo III. La zucca dorata (黄金の瓢箪?, Ōgon no hyōtan) - Capitolo IV. Il regno magico Felsen (魔法王国フェルゼン?, Mahō ōkoku Feruzen) - Interludio II. Le figlie di Babilonia (バビロンの子ら?, Babiron no kora)                                                                                   |                                                                                              |                             |
| 10 | È davvero bello svegliare quel dottore...? 「あの博士起こしてほんとにいいの…？」 - Ano hakase okoshite hontoni iino…? | 22 settembre 2017 ISBN 978-4-7986-1532-5                                                     |                             |
| 10 | Capitoli (traduzioni letterali dei titoli) - Capitolo I. Il regno dei demoni Xenoahs (魔王国ゼノアス?, Maōkoku Zenoasu) - Capitolo II. Babilonia che sorge (バビロンの復活?, Babiron no fukkatsu) - Capitolo III. Un sognatore ad occhi aperti (デイドリーム・ビリーバー?, Deidorīmu birībā) - Capitolo IV. Viaggiatore di un altro mondo (異世界の旅人?, Isekai no tabibito) - Interludio I. Padre e figlia. (父と娘。?, Chichi to musume.) - Interludio II. Lo strano amore del dottor Babylon (バビロン博士の異常な愛情?, Babiron-hakase no ijō na aijō)                                                          |                                                                                              |                             |
| 11 | Il test di reclutamento dei cavalieri è iniziato! 「騎士団員採用試験開始！」 - Kishi dan'in saiyō shiken kaishi! | 22 dicembre 2017 ISBN 978-4-7986-1597-4                                                      |                             |
| 11 | Capitoli (traduzioni letterali dei titoli) - Capitolo I. Cavalieri ricercati, informati all'interno (騎士団員募集中?, Kishi dan'in boshū-chū) - Interludio I. "Principianti" (新人たち?, "Shinjin-tachi") - Capitolo II. Lavorando verso il domani (明日のためにできること?, Asita no tameni Dekirukoto) - Capitolo III. Gli dei che si radunano (神々の降臨?, Kamigami no kōrin) - Capitolo IV. Un incontro premonitore (闇の邂逅?, Yami no kaikō) - Capitolo V. Sandora, regno degli schiavi in fiamme (奴隷王国サンドラ?, Doreiōkoku Sandora) - Interludio II. Una notte inquieta (眠れぬ夜に?, Nemurenu yoru ni) |                                                                                              |                             |
| 12 | Entra nel nuovo mondo! 「新世界編突入！」 - Shin sekai-hen totsunyū! | 22 marzo 2018 ISBN 978-4-7986-1651-3                                                         |                             |
| 12 | Capitoli (traduzioni letterali dei titoli) - Capitolo I. Il mondo inverso (裏世界?, Ura-sekai) - Capitolo II. La malvagia divinità (邪神獣?, Jashinjū) - Interludio I. La foresta ammaliante (妖の森?, Ayakashi no mori) - Capitolo III. I ladri fantasma: Gatto rosso (義賊・赤猫?, Gizoku: Aka neko) - Capitolo IV. Il piccolo re e la ragazza prodigiosa (少年王と天才少女?, Shōnen-ō to tensai-shōjo) - Interludio II. Fantasia di peluche (ぬいぐるみ幻想曲?, Nuigurumi Fantajī) |                                                                                              |                             |
| 13 | Inaugurazione del festival! 「競技祭開幕！」 - Kyōgi-sai kaimaku! | 22 giugno 2018 ISBN 978-4-7986-1713-8                                                        |                             |
| 13 | Capitoli (traduzioni letterali dei titoli) - Interludio. Preparazione del festival (祭りの準備?, Matsuri no junbi) - Capitolo I. L'inizio del festival (祭りの始まり?, Matsuri no hajimari) - Capitolo II. La fine del festival (祭りの終わり?, Matsuri no owari) - Capitolo III. Il mercato insanguinato (闇市場の惨劇?, Yamiichiba no sangeki) - Capitolo IV. Vita di ogni giorno (日々に新なり?, Hibi ni arata nari) |                                                                                              |                             |
| 14 | Re di Phrase, arrivo. 「フレイズの王、出現。」 - Fureizu no ō, shutsugen. | 22 settembre 2018 ISBN 978-4-7986-1773-2                                                     |                             |
| 14 | Capitoli (traduzioni letterali dei titoli) - Capitolo I. I mutanti invasori (忍び寄る異変?, Shinobiyoru ihen) - Capitolo II. Il successore degli dei (神々を継ぐもの?, Kamigami o tsugumono) - Interludio. Un racconto da Oedo (オエド騒動記?, Oedo sōdōki) - Capitolo III. Il sovrano ascende (『王』の復活?, 'Ō' no fukkatsu) - Capitolo IV. I due mondi (二つの世界?, Futatsu no sekai) |                                                                                              |                             |
| 15 | Una guerra su larga scala tra Golem e Phrase è scoppiata! 「ゴレム対フレイズの大規模戦勃発！」 - Goremu tai Fureizu no ōkibo-sen boppatsu! | 22 dicembre 2018 ISBN 978-4-7986-1825-8                                                      |                             |
| 15 | Capitoli (traduzioni letterali dei titoli) - Interludio I. I guardiani di Brunhild (ブリュンヒルドの守護者たち?, Buryunhirudo no shugosha-tachi) - Capitolo I. Gli emissari di Egret (イグレットからの使者?, Izuretto kara no shisha) - Capitolo II. Riunione (再会?, Saikai) - Interludio II. Sono felice solo di ballare con te - Capitolo III. Una felice svolta del destino (合縁奇縁?, Aien kien) - Interludio III. Proprio al tuo fianco (あなたのそばに?, Anata no soba ni) |                                                                                              |                             |
| 16 | Ingresso su vasta scala nel mondo posteriore! 「裏世界に本格参入！」 - Ura sekai ni honkaku san'nyū! | 22 marzo 2019 ISBN 978-4-7986-1888-3 (ed. regolare) ISBN 978-4-7986-1872-2 (ed. limitata)    |                             |
| 16 | Capitoli (traduzioni letterali dei titoli) - Capitolo I. Il principe della nazione in rovina (亡国の王子?, Bōkoku no ōji) - Capitolo II. Il re stregone di Isengard (アイゼンガルドの魔工王?, Aizengarudo no makō-ō) - Interludio. La misteriosa avventura del sushi (寿司は異なもの味なもの?, Sushi wa inamono ajinamono) - Capitolo III. Giovani avventurieri (若き冒険者たち?, Wakaki bōkensha-tachi) |                                                                                              |                             |
| 17 | Appare una macchina speciale che utilizza Golem!? 「ゴレムを使った専用機登場!?」 - Goremu o tsukatta sen'yō-ki tōjō!? | 22 giugno 2019 ISBN 978-4-7986-1948-4                                                        |                             |
| 17 | Capitoli (traduzioni letterali dei titoli) - Capitolo I. Rete interdimensionale (異世界交流?, Isekai kōryū) - Interludio. Il ristorante dell'altro mondo (異世界レストラン?, Isekai resutoran) - Capitolo II. Il grande cappero del matrimonio (お見合い大作戦?, Omiai daisakusen) - Capitolo III. La fantastica gara (恋の駆け引き大レース?, Koi no kakehiki dai-rēsu) - Capitolo IV. Lo sconcertante concerto per corno (ホルン狂想曲?, Horun kyōsōkyoku) |                                                                                              |                             |
| 18 | Alla fine i due mondi si fondono! 「ついに二つの世界が融合する!!」 - Tsuini futatsu no sekai ga yūgō suru!! | 21 settembre 2019 ISBN 978-4-7986-2004-6                                                     |                             |
| 18 | Capitoli (traduzioni letterali dei titoli) - Capitolo I. Il veleno divino (神魔毒?, Shinma-doku) - Interludio. Ammazzadraghi (ドラゴンスレイヤー?, Doragon sureiyā) - Capitolo II. Un mondo confuso (混迷する世界?, Konmei suru sekai) - Capitolo III. Combattimento feroce sulle coste (激闘海岸?, Gekitō kaigan) - Capitolo IV. La corona bianca (白の王冠?, Shiro no kuraun) |                                                                                              |                             |
| 19 | VS. dio malvagio, battaglia decisiva! 「VS.邪神、決戦！」 - VS. Jashin, kessen! | 21 dicembre 2019 ISBN 978-4-7986-2089-3 (ed. regolare) ISBN 978-4-7986-2077-0 (ed. limitata) |                             |
| 19 | Capitoli (traduzioni letterali dei titoli) - Capitolo I. L'alberello dell'albero sacro (聖樹の苗木?, Seiju no naegi) - Capitolo II. Prepararsi per la battaglia decisiva (決戦準備?, Kessen junbi) - Capitolo III. Ambizione distorta (歪んだ野望?, Yuganda yabō) - Capitolo IV. Persone con cui connettersi (繋がる人々?, Tsunagaru hitobito) |                                                                                              |                             |
| 20 | Fai di tutto per prepararti al matrimonio! 「結婚準備に全力！」 - Kekkon junbi ni zenryoku! | 21 marzo 2020 ISBN 978-4-7986-2152-4                                                         |                             |
| 20 | Capitoli (traduzioni letterali dei titoli) - Capitolo I. Il regno del fuoco e il regno del ghiaccio (炎の王国と氷の王国?, Honō no ōkoku to kōri no ōkoku) - Capitolo II. Il Pantheon (万神殿?, Man shinden) - Capitolo III. L'oscurità del regno di Nokia (ノキア王国の闇?, Nokia ōkoku no yami) - Interludio. Prepararsi costantemente per la cerimonia (式の準備は着々と?, Shiki no junbi wa chakuchakuto) |                                                                                              |                             |
| 21 | Turismo terrestre per matrimoni! 「結婚式に地球観光！」 - Kekkonshiki ni chikyū kankō! | 22 giugno 2020 ISBN 978-4-7986-2237-8                                                        |                             |
| 21 | Capitoli (traduzioni letterali dei titoli) - Capitolo I. Preludio di nozze (ウェディング・プレリュード?, Wedingu Pureryūdo) - Interludio. Una storia di un amico (とある友人の話?, Toaru yūjin no hanashi) - Capitolo II. Royal Wedding (ロイヤル・ウェディング?, Roiyaru Wedingu) - Capitolo III. Another World Honeymoon (アナザーワールド・ハネムーン?, Anazā Wārudo Hanemūn) - Capitolo IV. Se ti incontri in un sogno (夢で逢えたら?, Yume de aetara) - Capitolo V. Ritorna in un altro mondo (異世界へ帰還?, Isekai e kikan)                                                                                   |                                                                                              |                             |
| 22 | Una figlia attacca dal futuro!? 「未来から娘が襲来!?」 - Mirai kara musume ga shūrai!? | 22 ottobre 2020 ISBN 978-4-7986-2325-2                                                       |                             |
| 22 | Capitoli (traduzioni letterali dei titoli) - Capitolo I. Matchmaking Party (お見合いパーティー?, O Miai Pātī) - Interludio. Drago di cristallo (水晶の竜?, Suishō no ryū) - Capitolo II. Ballo in maschera (仮面舞踏会?, Kamen budōkai) - Capitolo III. Ogni speculazione (それぞれの思惑?, Sorezore no omowaku) - Capitolo IV. Visitatori dal futuro (未来からの来訪者?, Mirai kara no raihōsha) - Capitolo V. Visitatore di nuovo (来訪者再び?, Raihōsha futatabi) |                                                                                              |                             |
| 23 | Papà lotta con le sue figlie che stanno arrivando una dopo l'altra!? 「続々やってくる娘に、パパは悪戦苦闘!?」 - Zokuzoku yattekuru musume ni, Papa wa akusenkutō!? | 19 febbraio 2021 ISBN 978-4-7986-2420-4                                                      |                             |
| 23 | Capitoli (traduzioni letterali dei titoli) - Capitolo I. Padre e figlia (父と娘?, Chichi to ko) - Capitolo II. La figlia del cavaliere (騎士の娘?, Kishi no musume) - Capitolo III. Le madri gemelle e le loro figlie (双子の母とその娘たち?, Futago no haha to sono musume-tachi) - Capitolo IV. Le figlie del parco di divertimenti (遊園地の娘たち?, Yuenchi no musume-tachi) - Capitolo V. La figlia del cuoco (料理人の娘?, Ryōri hito no musume) |                                                                                              |                             |
| 24 | Parti per una nuova avventura alla ricerca dell'"arca"! 「『方舟』を求めて新たな冒険へ！」 - “Hakobune” o motomete aratana bōken e! | 19 giugno 2021 ISBN 978-4-7986-2513-3                                                        |                             |
| 24 | Capitoli (traduzioni letterali dei titoli) - Capitolo I. L'apostolo del dio maligno (邪神の使徒?, Jashin no shito) - Capitolo II. La figlia della cantante (歌姫の娘?, Utahime no musume) - Interludio. Il Mochitsuki della famiglia Mochizuki (望月家の餅つき?, Mochidzuki-ka no Mochitsuki) - Capitolo III. È arrivato il circo (サーカスがやってきた?, Sākasu ga yattekita) - Capitolo IV. Nonni e nipoti (祖父母と孫娘たち?, Sofubo to magomusume-tachi) |                                                                                              |                             |
| 25 | Finalmente il 6° figlio si unisce...!? 「遂に6人目の子供が合流……!?」 - Tsuini 6 hitome no kodomo ga gōryū……!? | 19 novembre 2021 ISBN 978-4-7986-2668-0                                                      |                             |
| 25 | Capitoli (traduzioni letterali dei titoli) - Capitolo I. Guardando fuori dal finestrino del treno dell'altro mondo (異世界の車窓から?, Isekai no shasōkara) - Capitolo II. Il villaggio nascosto degli elfi (エルフの隠れ里?, Erufu no kakurezato) - Interludio. Zucchero magico (魔法の砂糖?, Mahō no satō) - Capitolo III. Agartha, la capitale dei golem umanoidi (機人都市アガルタ?, Kijin toshi Agaruta) - Capitolo IV. Il ritorno del principe (王子の帰還?, Ōji no kikan) |                                                                                              |                             |
| 26 | Non importa dove sei per i bambini! 「子供のためならどこまでも！」 - Kodomo no tamenara doko made mo! | 19 aprile 2022 ISBN 978-4-7986-2812-7 (ed. regolare) ISBN 978-4-7986-2704-5 (ed. limitata)   |                             |
| 26 | Capitoli (traduzioni letterali dei titoli) - Retrospettiva. Gli avventurieri della capitale (王都の冒険者?, Ōto no bōken-sha) - Capitolo I. La differenza con i bambini (子供たちとの距離?, Kodomo-tachi to no kyori) - Capitolo II. Imperatore del drago resuscitato (よみがえる龍帝?, Yomigaeru ryū tei) - Interludio. Il desiderio di una stella (星に願いを?, Hoshi ni negai wo) |                                                                                              |                             |
| 27 | L'ultima figlia, finalmente riunita!? 「最後の娘、ついに合流!?」 - Saigo no musume, tsuini gōryū!? | 19 ottobre 2022 ISBN 978-4-7986-2928-5                                                       |                             |
| 27 | Capitoli (traduzioni letterali dei titoli) - Capitolo I. La figlia più giovane e il golem d'oro (末娘と黄金のゴレム?, Suemusume to kogane no Goremu) - Capitolo II. La balena bianca (白鯨?, Hakugei) - Capitolo III. Un giorno ordinario di sua maestà il re (公王陛下のごく普通の一日?, Kō-ō heika no goku futsū no tsuitachi) - Capitolo IV. Il rituale di Prismatis (プリズマティスの儀?, Purizumatisu no gi) |                                                                                              |                             |
| 28 | I bambini sono molto attivi quando mettono nei guai le loro mogli!? 「嫁たちのピンチに子供たち大活躍!?」 - Yome-tachi no Pinchi ni kodomo-tachi dai katsuyaku!? | 19 aprile 2023 ISBN 978-4-7986-3164-6                                                        |                             |
| 28 | Capitoli (traduzioni letterali dei titoli) - Capitolo I. Doppio scontro con l'apostolo del dio malvagio (邪神の使徒との二連戦?, Jashin no shito to no nirensen) - Capitolo II. Un attimo di riposo (束の間の休息?, Tsuka no ma no kyūsoku) - Capitolo III. Il completamento del tesoro sacro (神器完成?, Jingi kansei) - Capitolo IV. Il "re" dei Phrase (フレイズの『王』?, Fureizu no “ō”) - Interludio. Water Park Rhapsody (ウォーターパーク・ラプソディ?, Uōtāpāku Rapusodi) |                                                                                              |                             |
| 29 | Appare il re dei Phrase!? 「フレイズの王出現!?」 - Fureizu no ō shutsugen!? | 19 ottobre 2023 ISBN 978-4-7986-3273-5                                                       |                             |
| 29 | Capitoli (traduzioni letterali dei titoli) - Capitolo I. Il visitatore dal mondo di cristallo (結晶界からの来訪者?, Kesshō-kai kara no raihō-sha) - Capitolo II. Stampede desertica (砂漠のスタンピード?, Sabaku no Sutanpīdo) - Capitolo III. Cose che nidificano negli inferi (暗黒街に巣食うモノ?, Ankoku machi ni sukuu mono) - Capitolo IV. Il segreto della corona "d'oro" (『金』の王冠の秘密 ?, “Kin” no ōkan no himitsu) - Interludio. Il mostro e la ragazza magica (怪人と魔法少女 ?, Kaijin to mahō shōjo)                                                                                               |                                                                                              |                             |
| 30 | Un'altra "corona d'oro"!? 「もう一つの『金の王冠』!?」 - Mōhitotsu no “kin no ōkan”!? | 17 maggio 2024 ISBN 978-4-7986-3540-8 (ed. regolare) ISBN 978-4-7986-3527-9 (ed. limitata)   |                             |
| 30 | Capitoli (traduzioni letterali dei titoli) - Capitolo I. La rapsodia degli occhiali (眼鏡狂騒曲?, Megane kyōsō kyoku) - Capitolo II. Operazione assalto all'arca (方舟強襲作戦?, Hakobune kyōshū sakusen) - Capitolo III. Ambizione in movimento (動き出す野心?, Ugokidasu yashin) - Interludio. Il vicolo del ramen di Brunhild (ブリュンヒルドラーメン横丁?, Buryunhirudo rāmen yokochō) |                                                                                              |                             |
| 31 | Qual è il desiderio senza tempo di Gold? 「ゴルドの時を超えた願いとは――。」 - Gorudo no toki o koeta negai to wa ――. | 19 maggio 2025 ISBN 978-4-7986-3697-9 (ed. regolare) ISBN 978-4-7986-3853-9 (ed. limitata)   |                             |
| 31 | Capitoli (traduzioni letterali dei titoli) - Capitolo I. L'errore di calcolo del direttore d'orchestra (指揮者の誤算?, Shikisha no gosan) - Capitolo II. La torre dell'albero gigante (巨樹の塔?, Kyoju no tō) - Capitolo III. La fine dei desideri (願いの終焉?, Negai no shūen) - Capitolo IV. Prepararsi per un viaggio in famiglia (家族旅行の準備?, Kazoku ryokō no junbi) - Interludio. L'eredità del re cavaliere (騎士王の遺産?, Kishi-ō no isan) |                                                                                              |                             |